# Bertotovce
Bertotovce és un poble i municipi d'Eslovàquia. Es troba a la regió de Prešov, al nord del país. La primera referència escrita de la vila data del 1320.

## Demografia
| Godina             | 1994 | 2004    | 2014   | 2024   |
| ------------------ | ---- | ------- | ------ | ------ |
| Nombre de persones | 443  | 492     | 487    | 520    |
| Diferència         |      | +11,06% | −1,01% | +6,77% |

| Godina             | 2023 | 2024   |
| ------------------ | ---- | ------ |
| Nombre de persones | 523  | 520    |
| Diferència         |      | −0,57% |